# Plecia americana
Plecia americana är en tvåvingeart som beskrevs av Hardy 1940. Plecia americana ingår i släktet Plecia och familjen hårmyggor. Inga underarter finns listade i Catalogue of Life.